# Crkve mira
Crkve mira (poljski: Kościoły Pokoju, njemački: Friedenskirchen) su drvene crkve u povijesnoj pokrajini Šleskoj, koje su ime dobile po Vestfalskom miru iz 1648. godine kojim je završen Tridesetogodišnji rat. Istim mirom je Luteranima u katoličkom dijelu Šleske dozvoljeno da izgrade evanđelističke crkve od drveta i slame izvan gradskih zidina, bez tornjeva i crkvenih zvona; i to u roku od samo godinu dana (poput artikularnih drvenih evanđelističkih crkava u Slovačkoj). 
Usprkos fizičkim i političkim ograničenjima, tri izgrađene crkve su postale najveće građevine drvene konstrukcije u Europi, zahvaljujui inovativnim konstrukcijskim i arhitektonskim rješenjima. Dvije preživjele drvene crkve u gradovima Jawor i Świdnica su 2001. godine upisane na UNESCO-ov popis mjesta svjetske baštine u Europi kao tada najveće građevine od drveta u Europi i iznimno svjedočanstvo vjerskih sloboda i raskošnog izričaja koji je bliži katolicizmu nego luteranizmu.

## Crkva mira u Jaworu
Crkva Svetog Duha u Jaworu (slika desno) je duga 43.5, široka 14, a visoka 15.7 metara, te može primiti do 5.500 posjeteitelja (slika desno). Izgradio ju je arhitekt Albrecht von Saebisch (1610. – 88.) iz Wroclawa (tada njemački Breslau) i završena je u roku od godinu dana 1655. godine. Dvije stotine slika koje se nalaze u unutrašnjosti je naslikao Georg Flegel od 1671. – 81. godine. Martin Schneider je izgradio oltar 1672., a J. Hoferichter iz Legnica (tada njemački Liegnitz) je 1664. godine napravio orgulje koje je Adolf Alexander Lummert zamijenio novima 1856. godine. Do tada je Jawor bio dijelom većinski luteranskog Pruskog Kraljevstva već skoro 100 godina. Nakon Potsdamskog sporazuma Jawor je ponovno postao dijelom većinski katoličke Poljske.

## Crkva mira u Świdnici
Slične crkve su podignute u Głogówu (tada njemački Glogau), koja je izgorjela 1758. godine, i Świdnici. Crkva Svetog Trojstva u Świdnici, ukupne površine 1090 m², duga je 44, a široka 30.5 metara, i može primiti oko 7.500 posjetitelja. Ona je kao i Crkva u Jaworu obnovljena u suradnji Poljske i Njemačke te prepoznata od UNESCO-a 2001. godine.

## Vanjske poveznice
- Crkva mira u Jaworu
- Crkva mira u Świdnici (polj.)
- Virtualni obilazak Crkve Svetog Duha u Świdnici (polj.)

### Ostali projekti
|  | Zajednički poslužitelj ima još gradiva o temi Crkve mira u Poljskoj |